# Noc wigilijna (opera)
Noc wigilijna (ros. Ночь перед Рождеством) – czteroaktowa opera Nikołaja Rimskiego-Korsakowa do własnego libretta kompozytora według „Nocy wigilijnej” Nikołaja Gogola. Prapremiera 10 grudnia 1895 Teatrze Maryjskim w Petersburgu. Premiera polska we Wrocławiu 19 grudnia 1987.

## Osoby
- Wakuła, kowal – tenor
- Sołocha, jego matka – kontralt
- Czart – tenor
- Oksana, ukochana Wakuły – sopran
- Czub, jej ojciec – bas
- Panas, jego kum – bas
- Wójt – baryton
- Paciuk, stary zaporożec – bas
- Caryca – mezzosopran
- Osip – tenor

## Treść
Miejsce i czas akcji: Noc wigilijna w Dykańce pod Połtawą oraz w Petersburgu za panowania Katarzyny II.

### Akt I
Uchodząca w wiosce za czarownicę wdowa Sołocha romansuje z samym Czartem, który zamierza skraść z nieba księżyc. Zapadają ciemności. Wakuła, mimo śnieżnej zamieci, odwiedza ukochaną Oksanę, która jednak przekomarza się z nim i udaje obojętną. Do chaty wraca jej pijany ojciec i przegania zalotnika.

### Akt II
Czart nadal flirtuje z Sołochą, ale musi ukryć się w worku po węglu, gdy zjawiają się kolejni zalotnicy, również chowani w workach, które, po powrocie do domu, Wakuła wyrzuca na dwór. Natyka się na Oksanę, która jako warunek poślubienia go stawia zdobycie dla niej pantofelków samej Carycy.

### Akt III
Zrozpaczony Wakuła udaje się po radę do starego zaporożca Paciuka. Ten radzi mu skorzystać z pomocy diabła. Wtedy z worka wychodzi Czart i oferuje mu swoje usługi w zamian za sprzedanie duszy. Chwila nieuwagi sprawia jednak, że Wakuła ujarzmia go i na jego grzbiecie odbywa podniebną podróż do Petersburga. Wraz z oczekującymi zaporożcami zostaje przyjęty przez Katarzynę II. Zaskoczona i rozbawiona jego prośbą, bez wahania spełnia jego życzenia. Wakuła znów dosiada zniewolonego czarta i wraca do rodzinnej wioski, gdzie dzwon wzywa właśnie wiernych na pasterkę.

### Akt IV
Oksaną targa niepokój o losy Wakuły, który zniknął poprzedniej nocy, zwłaszcza że rozeszła się plotka o jego samobójstwie. Tym większa jest jej radość, gdy przybywa on we własnej osobie z wymarzonymi przez nią pantofelkami. Czub wyraża zgodę na ślub córki z kowalem. Wakuła zapowiada, że „Pszczelarz” (Gogol) napisze kiedyś o tych niezwykłych wydarzeniach nocy wigilijnej słynne opowiadanie.